# Xatar/Diskografie
Diese Diskografie ist eine Übersicht über die musikalischen Werke des Deutschrappers Xatar. Seine erfolgreichste Veröffentlichung ist die Single Ich liebe es mit über 200.000 verkauften Einheiten.

## Alben

### Studioalben
| Jahr | Titel Musiklabel                         | Höchstplatzierung, Gesamtwochen, AuszeichnungChartplatzierungen (Jahr, Titel, Musiklabel, Platzierungen, Wochen, Auszeichnungen, Anmerkungen, Cover) | Höchstplatzierung, Gesamtwochen, AuszeichnungChartplatzierungen (Jahr, Titel, Musiklabel, Platzierungen, Wochen, Auszeichnungen, Anmerkungen, Cover) | Höchstplatzierung, Gesamtwochen, AuszeichnungChartplatzierungen (Jahr, Titel, Musiklabel, Platzierungen, Wochen, Auszeichnungen, Anmerkungen, Cover) | Anmerkungen | Cover |
| Jahr | Titel Musiklabel                         | DE | AT | CH | Anmerkungen | Cover |
| ---- | ---------------------------------------- | --- | --- | --- | --- | ----- |
| 2008 | Alles oder nix Alles oder Nix Records    | — | — | CH73 (1 Wo.)CH | Erstveröffentlichung: 28. November 2008 Indiziert am: 26. Februar 2010 Neuveröffentlichung: 21. September 2018 Charteinstieg erst posthum im Mai 2025 |       |
| 2012 | Nr. 415 Alles oder Nix Records           | DE19 (2 Wo.)DE | AT52 (1 Wo.)AT | CH23 (2 Wo.)CH | Erstveröffentlichung: 20. April 2012 Verkäufe: + 20.000                                                                                               |       |
| 2015 | Baba aller Babas Alles oder Nix Records  | DE1 (6 Wo.)DE | AT3 (2 Wo.)AT | CH3 (5 Wo.)CH | Erstveröffentlichung: 1. Mai 2015 |       |
| 2018 | Alles oder nix II Alles oder Nix Records | DE1 (3 Wo.)DE | AT7 (1 Wo.)AT | CH7 (2 Wo.)CH | Erstveröffentlichung: 21. September 2018 |       |
| 2021 | Hrrr Alles oder Nix Records              | — | AT45 (1 Wo.)AT | CH16 (2 Wo.)CH | Erstveröffentlichung: 12. Februar 2021 |       |

### Kollaboalben
| Jahr | Titel Musiklabel           | Höchstplatzierung, Gesamtwochen, AuszeichnungChartplatzierungen (Jahr, Titel, Musiklabel, Platzierungen, Wochen, Auszeichnungen, Anmerkungen, Cover) | Höchstplatzierung, Gesamtwochen, AuszeichnungChartplatzierungen (Jahr, Titel, Musiklabel, Platzierungen, Wochen, Auszeichnungen, Anmerkungen, Cover) | Höchstplatzierung, Gesamtwochen, AuszeichnungChartplatzierungen (Jahr, Titel, Musiklabel, Platzierungen, Wochen, Auszeichnungen, Anmerkungen, Cover) | Anmerkungen                                                         | Cover |
| Jahr | Titel Musiklabel           | DE | AT | CH | Anmerkungen                                                         | Cover |
| ---- | -------------------------- | --- | --- | --- | ------------------------------------------------------------------- | ----- |
| 2016 | Der Holland Job Four Music | DE1 (6 Wo.)DE | AT1 (3 Wo.)AT | CH1 (4 Wo.)CH | Erstveröffentlichung: 12. August 2016 Xatar und Haftbefehl als Coup |       |

### Soundtracks
| Jahr | Titel Musiklabel                  | Anmerkungen                                                                          | Cover |
| ---- | --------------------------------- | ------------------------------------------------------------------------------------ | ----- |
| 2018 | Nur Gott kann mich richten Warner | Erstveröffentlichung: 26. Januar 2018 Soundtrack zum Film Nur Gott kann mich richten |       |

### EPs
| Jahr | Titel Musiklabel             | Anmerkungen                                                                 | Cover |
| ---- | ---------------------------- | --------------------------------------------------------------------------- | ----- |
| 2018 | AGB 1 Alles oder Nix Records | Erstveröffentlichung: 21. September 2018 nur im Boxset zu Alles oder Nix II |       |
| 2018 | AGB 2 Alles oder Nix Records | Erstveröffentlichung: 21. September 2018 nur im Boxset zu Alles oder Nix II |       |

## Singles

### Als Leadmusiker
| Jahr | Titel Album                         | Höchstplatzierung, Gesamtwochen, AuszeichnungChartplatzierungen (Jahr, Titel, Album, Platzierungen, Wochen, Auszeichnungen, Anmerkungen, Cover) | Höchstplatzierung, Gesamtwochen, AuszeichnungChartplatzierungen (Jahr, Titel, Album, Platzierungen, Wochen, Auszeichnungen, Anmerkungen, Cover) | Höchstplatzierung, Gesamtwochen, AuszeichnungChartplatzierungen (Jahr, Titel, Album, Platzierungen, Wochen, Auszeichnungen, Anmerkungen, Cover) | Anmerkungen                                                   | Cover |
| Jahr | Titel Album                         | DE | AT | CH | Anmerkungen                                                   | Cover |
| --- | ----------------------------------- | --- | --- | --- | ------------------------------------------------------------- | ----- |
| 2008 | § 31 Alles oder Nix                 | — | — | — | Erstveröffentlichung: 2008                                    |       |
| 2012 | Interpol.com Nr. 415                | — | — | — | Erstveröffentlichung: 15. Januar 2012                         |       |
| 2015 | Original Baba aller Babas           | DE86 (1 Wo.)DE | — | — | Erstveröffentlichung: 20. Februar 2015                        |       |
| 2015 | Iz Da Baba aller Babas              | — | — | — | Erstveröffentlichung: 20. März 2015                           |       |
| 2015 | Mein Mantel Baba aller Babas        | — | — | — | Erstveröffentlichung: 23. April 2015                          |       |
| 2016 | 500 Der Holland Job                 | DE81 (2 Wo.)DE | — | — | Erstveröffentlichung: 22. Juli 2016 mit Haftbefehl als Coup   |       |
| 2016 | Ich zahle gar nix Der Holland Job   | DE79 (2 Wo.)DE | — | — | Erstveröffentlichung: 29. Juli 2016 mit Haftbefehl als Coup   |       |
| 2017 | Status Quo Alles oder Nix II        | — | — | — | Erstveröffentlichung: 17. November 2017                       |       |
| 2018 | Nur Gott kann mich richten          | — | — | — | Erstveröffentlichung: 2018 feat. Samy & Gringo                |       |
| 2018 | Balla Alles oder Nix II             | DE22 (3 Wo.)DE | AT49 (1 Wo.)AT | CH27 (1 Wo.)CH | Erstveröffentlichung: 22. Juni 2018 feat. Azet                |       |
| 2018 | Weiter Weg Alles oder Nix II        | — | — | — | Erstveröffentlichung: 13. Juli 2018 feat. Nu                  |       |
| 2018 | Gaddafi Alles oder Nix II           | — | — | — | Erstveröffentlichung: 3. August 2018                          |       |
| 2018 | Schwesterherz Alles oder Nix II     | — | — | — | Erstveröffentlichung: 7. September 2018                       |       |
| 2020 | Ohne Reden Hrrr                     | DE44 (1 Wo.)DE | — | CH68 (1 Wo.)CH | Erstveröffentlichung: 9. Oktober 2020                         |       |
| 2020 | Follow Me Hrrr                      | DE62 (1 Wo.)DE | — | — | Erstveröffentlichung: 30. Oktober 2020 feat. 2lade            |       |
| 2020 | Blaues Häkchen Hrrr                 | DE— aDE | — | — | Erstveröffentlichung: 26. November 2020                       |       |
| 2020 | Antar Hrrr                          | DE— bDE | — | — | Erstveröffentlichung: 18. Dezember 2020 feat. SSIO            |       |
| 2021 | Maestro’s Grand Finale (Outro) Hrrr | DE— cDE | — | — | Erstveröffentlichung: 14. Januar 2021                         |       |
| 2021 | Smooth Operator Hrrr                | DE— dDE | — | — | Erstveröffentlichung: 28. Januar 2021 feat. OGT & MoeWavy     |       |
| 2022 | Schweigen ist Gold –                | DE— eDE | — | — | Erstveröffentlichung: 18. März 2022 feat. Sero el Mero        |       |
| 2022 | Mama war der Mann im Haus –         | DE10 (6 Wo.)DE | AT21 (3 Wo.)AT | CH15 (5 Wo.)CH | Erstveröffentlichung: 21. Oktober 2022 feat. Samy             |       |
| Folgende Lieder erschienen nicht als Single, wurden aber durch das Album zum Download und Streaming bereitgestellt und konnten somit eine Platzierung erlangen: |                                     | | | |                                                               |       |
| |                                     | | | |                                                               |       |
| 2021 | Die Straße lebt Hrrr                | DE33 (1 Wo.)DE | AT63 (1 Wo.)AT | CH94 (1 Wo.)CH | Charteinstieg: 19. Februar 2021 feat. Bonez MC, Gzuz & Almany |       |

### Als Gastmusiker
| Jahr | Titel Album           | Höchstplatzierung, Gesamtwochen, AuszeichnungChartplatzierungen (Jahr, Titel, Album, Platzierungen, Wochen, Auszeichnungen, Anmerkungen) | Höchstplatzierung, Gesamtwochen, AuszeichnungChartplatzierungen (Jahr, Titel, Album, Platzierungen, Wochen, Auszeichnungen, Anmerkungen) | Höchstplatzierung, Gesamtwochen, AuszeichnungChartplatzierungen (Jahr, Titel, Album, Platzierungen, Wochen, Auszeichnungen, Anmerkungen) | Anmerkungen                                                                                |
| Jahr | Titel Album           | DE | AT | CH | Anmerkungen                                                                                |
| --- | --------------------- | --- | --- | --- | ------------------------------------------------------------------------------------------ |
| 2018 | Malle Wellritzstrasse | DE52 (2 Wo.)DE | — | — | Erstveröffentlichung: 26. Oktober 2018 Eno feat. Xatar                                     |
| 2018 | Ich liebe es Allein   | DE3 Gold · (20 Wo.)DE | AT6 (17 Wo.)AT | CH13 (7 Wo.)CH | Erstveröffentlichung: 26. Oktober 2018 Verkäufe: + 200.000; Capital Bra feat. Samy & Xatar |
| 2020 | Ey hawar Bonität      | DE53 (2 Wo.)DE | — | — | Erstveröffentlichung: 21. Februar 2020 Eno feat. Xatar                                     |
| 2020 | Sehe schwarz Hayat    | DE57 (1 Wo.)DE | — | — | Erstveröffentlichung: 22. Mai 2020 Ra’is feat. Xatar                                       |
| 2020 | Flebix Das neue Album | DE— fDE | — | — | Erstveröffentlichung: 3. Dezember 2020 SSIO feat. Xatar                                    |
| 2022 | Mehr Eier Awanta      | DE— gDE | — | — | Erstveröffentlichung: 4. Februar 2022 Schwesta Ewa feat. Xatar                             |
| Folgende Lieder erschienen nicht als Single, wurden aber durch das Album zum Download und Streaming bereitgestellt und konnten somit eine Platzierung erlangen: |                       | | | |                                                                                            |
| |                       | | | |                                                                                            |
| 2019 | Hamdullah Fuchs       | DE89 (1 Wo.)DE | — | — | Charteinstieg: 10. Mai 2019 Eno feat. Xatar                                                |
| 2021 | Don Fuchs             | DE80 (1 Wo.)DE | — | — | Charteinstieg: 22. Januar 2021 Yung Kafa & Küçük Efendi feat. Xatar                        |

## Statistik

### Chartauswertung
|                     | DE    | AT    | CH    |
| ------------------- | ----- | ----- | ----- |
| Nummer-eins-Alben   | DE3DE | AT1AT | CH1CH |
| Top-10-Alben        | DE3DE | AT3AT | CH3CH |
| Alben in den Charts | DE4DE | AT5AT | CH6CH |

|                       | DE     | AT    | CH    |
| --------------------- | ------ | ----- | ----- |
| Nummer-eins-Singles   | DE—DE  | AT—AT | CH—CH |
| Top-10-Singles        | DE2DE  | AT1AT | CH1CH |
| Singles in den Charts | DE14DE | AT4AT | CH5CH |

### Auszeichnungen für Musikverkäufe
| Silberne Schallplatte - Europa (Impala) - 2016: für das Album Nr. 415 |

Anmerkung: Auszeichnungen in Ländern aus den Charttabellen bzw. Chartboxen sind in ebendiesen zu finden.
| Land/RegionAuszeichnungen für Musikverkäufe (Land/Region, Auszeichnungen, Verkäufe, Quellen) | Silber  | Gold  | Platin | Verkäufe | Quellen           |
| -------------------------------------------------------------------------------------------- | ------- | ----- | ------ | -------- | ----------------- |
| Deutschland (BVMI)                                                                           | —       | Gold1 | —      | 200.000  | musikindustrie.de |
| Europa (Impala)                                                                              | Silber1 | —     | —      | (20.000) | Einzelnachweise   |
| Insgesamt                                                                                    | Silber1 | Gold1 | —      |          |                   |